# Monts Whitmore
Pour les articles homonymes, voir Whitmore.
Les monts Whitmore sont un ensemble de montagnes isolées et de nunataks dans la terre Marie Byrd, en Antarctique, entre la chaîne Thiel, dans la chaîne Transantarctique, et les monts Ellsworth auxquels ils se rattachent géologiquement.
Ils sont explorés le 2 janvier 1959 par William H. Chapman, cartographe de la Horlick Mountains Traverse Party. Il les nomme en l'honneur de George D. Whitmore, ingénieur-topographe en chef de l'Institut d'études géologiques des États-Unis, membre du groupe de travail cartographique du Comité scientifique de la recherche antarctique.